# СК (електровоз)
СК (Сергій Кіров; проектне позначення — ВЛ20) — радянський магістральний вантажопасажирський електровоз постійного струму, вироблявся з  1936 по 1938 рр. Конструктивно являє собою поєднання ходової частини і обладнання для рекуперативного гальмування електровоза Ср з основним електрообладнанням (в тому числі і тяговим) електровоза ВЛ19.